# Козлова, Анна Юрьевна
А́нна Ю́рьевна Козло́ва (род. 17 февраля 1981, Москва) — российская писательница, сценаристка, журналистка.

## Биография
Анна Козлова родилась 17 февраля 1981 года в Москве, в писательской семье.
В 2003 году с отличием окончила журфак МГУ.
Печаталась в «Независимой газете», «Литературной газете», «Литературной России», журналах «Родина», «Юность».
Работала журналисткой в газетах «Представитель власти», «Экономическая газета», в пиар-департаменте телеканала ТНТ.
В 2022 году уехала из России.

## Семья
Дед — писатель Вильям Козлов. Отец — Юрий Козлов (род. 1953), главный редактор «Роман-газеты».
В первом браке была замужем за писателем Сергеем Шаргуновым (род. 1980). Воспитывает двоих детей.

## Сценарист
- 2011 — «Краткий курс счастливой жизни» (16 серий, Первый канал)
- 2012 — «Развод» (12 серий, Первый канал)
- 2013 — «Ясмин» (62 серии, Первый канал)
- 2014 — «1001» (4 серии, Первый канал)
- 2014 — «9 дней и одно утро» (полнометражный фильм)
- 2016 — «Партия» (сериал, Первый канал)
- 2018 — «Садовое кольцо» (12 серий, Первый канал)
- 2021 — «Медиатор» (16 серий, START)
- 2021 — «Самка богомола» (8 серий, START)
- 2022 — «Я буду жить» (полнометражный фильм)
- 2023 — «Кеша должен умереть» (8 серий, Kion)[3]
- 2025 — «Аутсорс» (8 серий, Okko)

## Премии и награды
- 2017 — Лауреат литературной премии «Национальный бестселлер»[4] (роман «F20»)